# Panni sporchi (pel·lícula de 1999)
Panni sporchi és una pel·lícula italiana del 1999 dirigida per Mario Monicelli i protagonitzada per Michele Placido amb Paolo Bonacelli, Gigi Proietti, Marina Confalone i Mariangela Melato.

## Argument
La família Razzi de les Marques té una empresa que produeix dolços digestius a base de xicoira, l'anomenada 'cialda'. Al capdavant de l'empresa hi ha Furio, el marit de Cinzia Razzi, però el seu sogre Amedeo vol substituir-lo pel seu nebot orfe Camillo.
A partir d'aquest incipit sorgeixen alts i baixos i intrigues en la família, fins que és desposseïda de tot per una colla d'albanesos.

## Repartiment
- Gigi Proietti: Prof. Rodolfo Melchiorri
- Paolo Bonacelli: Amedeo
- Marina Confalone: Lina
- Alessandro Haber: Genesio
- Benedetta Mazzini: Tiziana
- Mariangela Melato: Cynthia
- Ornella Muti: Morena
- Michele Placido: Furio
- Pia Velsi: tieta Isolina
- Gianfranco Barra: Don Paolo
- Roberto Della Casa: Rubattini
- Francesco Guzzo: Camillus
- Gianfelice Imparato: Avv Pierattoni
- Cristiana Liguori: Senyora Pierattoni
- Mimma Lovoi: Fosca
- Paolo Lombardi: Doctor Collodi
- Maria Gangale: Senyora Collodi
- Alessandro Nuccio: Pug
- Angelo Orlando: Ginko
- Elisabetta Perotto: Jade
- Kassandra Voyagis: Flor
- Mia Benedetta: una col·lega de Rubattini
- Vittorio Benedetti: Barman
- Nicoletta Boris: Samantha
- Roberto Corbiletto: Director del banc
- Luca Di Girolamo: Trimalchio
- Francesco Gabrielli: Andreu
- Marisol Gabrielli: Senyora Mari
- Maria Grandi: Línia
- Luciano Luminelli: Administrador
- Maria Cristina Maccà: amiga de la Bruna
- Jessica Mazzanti: Simona
- Mamadou Oumar Ba: Conserge de l'hotel balneari
- Hot Croissants: petita orquestra tocant a la boda
- José Luis Puertas: Enver
- Guido Polito: Jove company
- Renzo Martini: Comissari
- Donato Turco: taxista
- Vittorio Viviani: Mariscal
- Paolo Triestino: Degà
- Giulio Dell'Olio: Conserge
- Giuseppe Oppedisano: cambrer del 'Pappagallo'
- Paolo Paoloni: Farmacèutic
- Vittorio Rap: cambrer de l'Hotel Centrale
- Gianni Morandi: Ell mateix

## Anàlisi
La pel·lícula, pel tema tractat, segueix la tendència de Parenti serpenti (1992) del mateix Monicelli. A la pel·lícula, la història sempre se centra en una família, aquesta vegada de les Marques (en comparació amb l'Abruzzo de la pel·lícula anterior), que lluita amb el poder en benefici propi, i que per fer-lo utilitzar el xantatge contra el veí.
El tema de la família es tracta amb la típica fredor monicelliana, ampliant aquesta vegada el panorama de la societat de l'italià mitjà a finals dels anys noranta. La família torna a ser vista com un niu d'escurçons on prevalen l'odi mutu, la carrera, la por al provincialisme i l'afecció a Europa, vista com una comunitat on el protagonista són els diners i no el policultiu.
Cada familiar de la casa Razzi té debilitats i odia els seus veïns, ja que no hi ha cap xifra positiva, llevat del mansu professor Melchiorri (fill il·legítim del president honorari de la fàbrica familiar), que és acusat pel cap de família de violència contra la seva filla adolescent, i després privat de la seva parella de la mateixa.
La direcció i l'edició es fan amb talls ràpids per trobar les petites escenes de cada personatge, que es mostra d'una manera tan concisa en la seva lletjor que és gairebé un punt.

## Recepció
Va ser inscrit al 21è Festival Internacional de Cinema de Moscou.